# لويس سيمبسون (شاعر)
لويس سيمبسون (بالإنجليزية: Louis Simpson)‏ هو ناقد أدبي وشاعر أمريكي، ولد في 27 مارس 1923 في كينغستون في جامايكا، وتوفي في 18 سبتمبر 2012 في لونغ آيلند في الولايات المتحدة بسبب مرض آلزهايمر.

## وصلات خارجية
- لويس سيمبسون على موقع الموسوعة البريطانية (الإنجليزية)
- لويس سيمبسون على موقع ميوزك برينز (الإنجليزية)
- لويس سيمبسون على موقع إن إن دي بي (الإنجليزية)